# Marc Cívica Bàrbar
Marc Vettulè Cívica Bàrbar (en llatí Marcus Vettulenus Civica Barbarus, nascut anteriorment al 124) era un patrici romà del segle ii.
Va ser nomenat cònsol l'any 157 junt amb Marc Metili Règul.